# Zerkall
Zerkall ist ein Ortsteil der Gemeinde Hürtgenwald im Kreis Düren (Nordrhein-Westfalen).

## Geographie
Geografisch liegt das Dorf am östlichen Hang des Burgberges, an der Mündung des Baches Kall in die Rur. Am nordöstlichen Rand des Nationalparks Eifel.

## Wirtschaft
Zerkall ist bekannt für seine Papierfabrik. Dort wird seit Ende des 19. Jahrhunderts Papier hergestellt. Seit 1920 wird Büttenpapier unter dem geschützten Warenzeichen ZERKALL-BÜTTEN weltweit vertrieben. Diese ist ein großer Arbeitgeber in der Region und wurde von der Familie Renker geleitet. Im April 2021 übernahm die Fa. Frank Fèron aus Düren das Werk. Im Dezember 2021 wurde bekannt, dass die Produktion von Büttenpapier wegen Schäden durch das Hochwasser im Juli 2021 eingestellt werden muss.
Zumindest in Musikerkreisen ebenfalls sehr bekannt ist Zerkall für das 1982 von Kurt Renker und Walter Quintus eröffnete CMP-Studio, in dem weltbekannte Musiker aufgenommen wurden.

## Verkehr

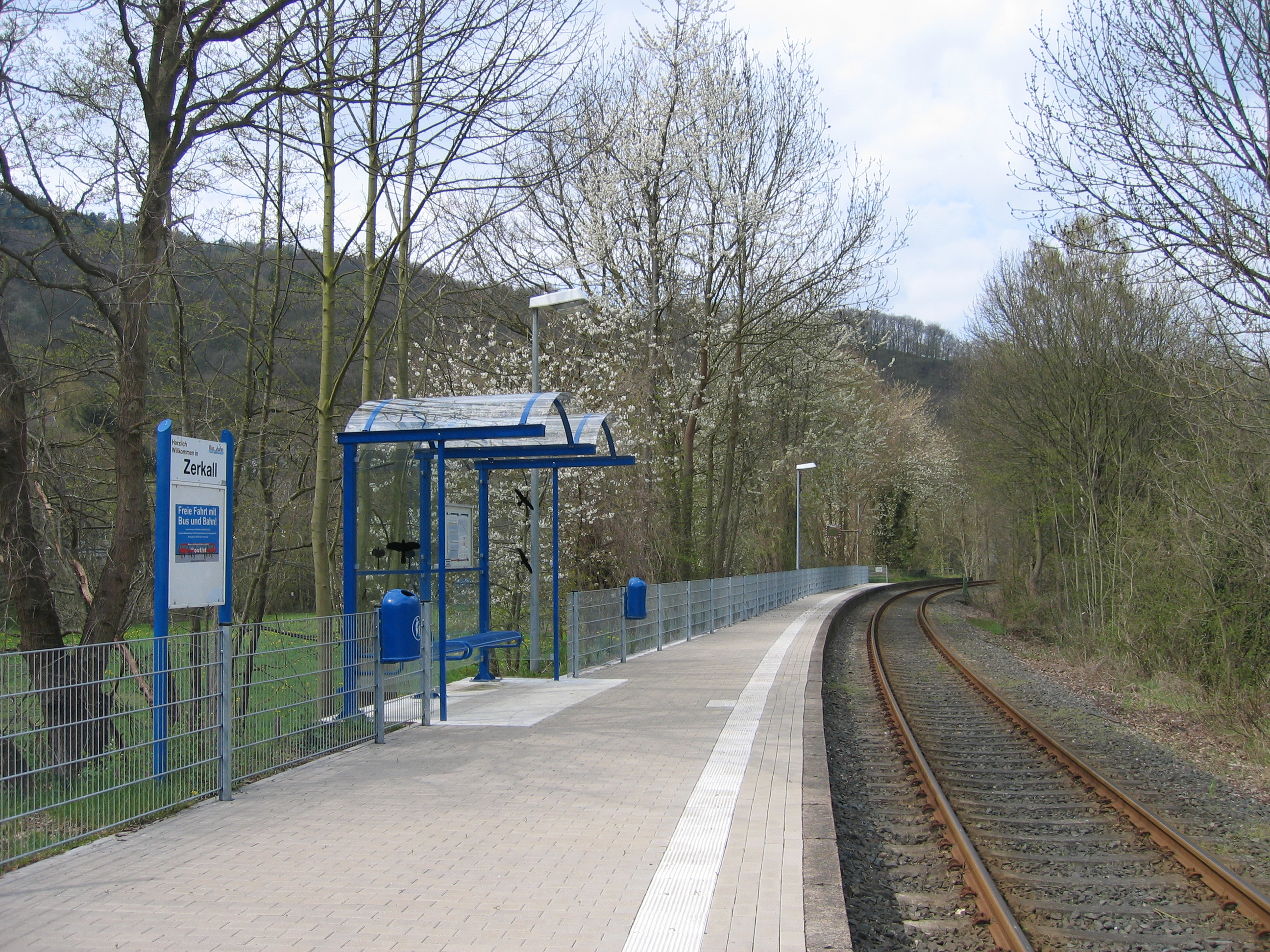
Haltepunkt der Rurtalbahn

Die Bahnstrecke Düren–Heimbach hat einen Haltepunkt in Zerkall.
| Linie | Linienverlauf | Takt   |
| ----- | --- | ------ |
| RB 21 | Rurtalbahn: Düren – Annakirmesplatz – Kuhbrücke – Lendersdorf – Renkerstr/Krankenhaus – Tuchmühle – Kreuzau – Kreuzau, Eifelstraße – Üdingen – Untermaubach-Schlagstein – Obermaubach – Zerkall – Nideggen-Brück – Abenden – Blens – Hausen – Heimbach (Eifel) Stand: Fahrplanwechsel Dezember 2021 | 60 min |

Zusätzlich verbindet Rurtalbus auf der AVV-Linie 285 den Ort mit Nideggen und Kleinhau.
| Linie | Verlauf                                                         |
| ----- | --------------------------------------------------------------- |
| 285   | Kleinhau – Brandenberg – Bergstein – Zerkall – Brück – Nideggen |

## Persönlichkeiten
- Armin Renker (1891–1961), Papierfabrikant, ehemaliger Landrat